# الیزابت جرج

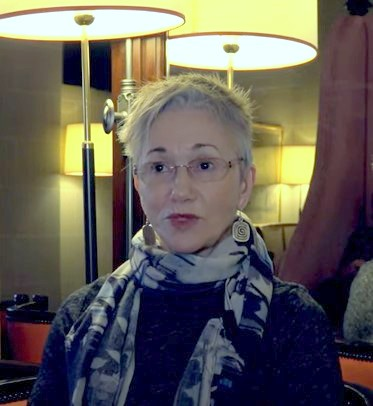
سوزان الیزابت جرج

سوزان الیزابت جرج (به انگلیسی: Elizabeth George) نویسندهٔ نامداری است که در ۲۶ فوریهٔ سال ۱۹۴۹ در اوهایوی آمریکا به دنیا آمد. و زمانی که هجده‌ماهه شد به سان فرانسیسکو، کالیفرنیا نقل مکان کرد.

## زندگی‌نامه
الیزابت جرج در رشتهٔ ادبیات انگلیسی تحصیل کرد و سپس کار خود را با تدریس در مدرسهٔ دولتی در مقطع دبیرستان شروع کرد و همزمان در رشتهٔ روانشناسی ادامه تحصیل داد. سپس با انتشار نخستین کتابش، پس از سیزده سال تدریس را رها می‌کند و به نویسندگی می‌پردازد.
از همان نخستین کتابش، یعنی رهایی بزرگ، که در سال ۱۹۸۸ نوشته شد درو کردن جایزه‌های مختلف را آغاز کرد، از جمله جایزهٔ بهترین نخستین کتاب کریستی را، و تا به آنجا رسید که بی‌بی‌سی تصمیم به ساختن مجموعه‌ای کاراگاهی از روی داستان‌های او به نام رازهای کاراگاه لینلی گرفت. این داستان‌ها که تعدادشان یازده تا می‌شود همه به هنرنمایی کاراگاهی به نام لینلی حل می‌شوند.
الیزابت جرج بخاطر چهارده داستان و دو مجموعه داستانش به عنوان پرفروش‌ترین نویسندهٔ نیویورک تایمز دست یافته. وی همچنان مشغول نوشتن است و همین امسال(۲۰۱۰)آخرین کتابش، این لاشهٔ مرگ، توسط انتشارات هارپر کالینز به چاپ رسید.

## کتاب‌ها
- رهایی بزرگ ۱۹۸۸ (با عنوان اصلی A Great Deliverance)
- پرداخت با خون ۱۹۸۹ (با عنوان اصلی Payment in Blood)
- فارغ‌التحصیلی در قتل ۱۹۹۰ (با عنوان اصلی Well-Schooled in Murder)
- انتقام حرفه‌ای ۱۹۹۱ (با عنوان اصلی A Suitable Vengeance)
  - به خاطر النا ۱۹۹۲ (با عنوان اصلی For the Sake of Elena)
- ژوزف گم شده ۱۹۹۲ (با عنوان اصلی Missing Joseph)
- بازی برای خاکستر ۱۹۹۳(با عنوان اصلی Playing for the Ashes)
- در برابر دشمن ۱۹۹۶(با عنوان اصلی In the Presence of the Enemy)
- طرح یک نیرنگی در سر ۱۹۹۷(با عنوان اصلی Deception on His Mind)
- در تعقیب قاتل واقعی ۱۹۹۹ (با عنوان اصلی n Pursuit of the Proper Sinner)
- خاطرهٔ یک خیانت ۲۰۰۱ (با عنوان اصلیA Traitor to Memory)
- مدارک جرم بر ملا می‌شود ۲۰۰۱ (با عنوان اصلی The Evidence Exposed)
- من ریچارد ۲۰۰۲ (با عنوان اصلی I، Richard)
- مخفیگاه ۲۰۰۳ (با عنوان اصلی A Place of Hiding)
- بلافاصله ۲۰۰۴ (با عنوان اصلی Write Away)
- گردآوری لحظه‌ای بر لبهٔ پرتگاه۱۰۰سال داستان نویسی جنایی داستان نویسان ۲۰۰۴ (با عنوان اصلی A Moment on the Edge)
- تنهای تنها ۲۰۰۵ (با عنوان اصلیWith No One as Witness)
- پیش از اینکه به زن شلیک کند ۲۰۰۶ (با عنوان اصلی What Came Before He Shot Her)
- بی دقت قرمز پوش ۲۰۰۸ (با عنوان اصلی Careless in Red)
- این لاشهٔ مرگ ۲۰۱۰ (با عنوان اصلی This Body of Death)

## جایزه‌ها
الیزابت جرج تا کنون از کشوهای مختلفی از جمله از فرانسه، آلمان و ایالات متحد، جایزه دریافت کرده.